# 天使に“アイム・ファイン”
『天使に“アイム・ファイン”』（てんしにアイム・ファイン）は、大川隆法の著書『アイム・ファイン』を原作とした園田映人が監督の実写映画。配給は日活。2016年3月19日公開。主演の雲母が所属しているニュースター・プロダクションが製作会社。

## 概要
幸福の科学の10作目の劇場用作品であり、実写としては2012年公開の『ファイナル・ジャッジメント』に次ぐ3作目。
宗教「幸福の科学」の教えとして「霊的人生観」を基本ベースに、この世に生きる人々の悩みや苦しみに対して、あの世といわれる霊天上界から、いつも救いの手を差し伸べ、生きる勇気を与えようとしている“天使”たちが現実にいるということを描いた映画。
2016年1月28日、映画公開日が決定し、あわせて予告編とポスタービジュアルがマスコミにリリースされた。
同年3月18日の日刊ゲンダイに主役雲母のインタビュー記事が掲載された。

## 原作
『アイム・ファイン』（英語：“I’m Fine” Spirit）は、幸福の科学総裁 大川隆法が著した書籍。
やさしい言葉で平易な文章で語られ綴られた人生の成功論（「幸福の科学」教え）である。
内容は、「7つの STEP」で分類されており、さらに「ワン・フレーズ、または、ワン・センテンス」で記述された26個の重点ポイントので出来ている。
さらに、巻末には、その26個の重点ポイントが纏めてあり、そのフレーズごとに、その出典経典が記載されているので、より深く学ぶ手掛かりにもなっている。
この著作は、世界 19言語に翻訳・出版され、世界165ヵ国で流通している。
- 英語翻訳版『 “I'M FINE” SPIRIT 』（サブタイトル：How To Get Through Tough Times ）が、2008年7月29日に宗教法人「幸福の科学」経典部で発刊される。コード番号 M037
- 韓国語翻訳版『 아임 파인 』が、2008年12月10日に韓国の出版社：가림출판사（図書出版カリム）で発刊される。ISBN 978-89-7895-309-2
- 中国語繁体字香港広東語翻訳版『我很好! - 回歸自我, 活者爽快的7個階段』が、2009年12月23日に香港の出版社：Xing fu ke xue guo ji ji tuan zu zhi（星輝図書）で発刊される。ISBN 978-962-388-318-4
- 中国語繁体字台湾語翻訳版『轉念之間, 讓幸福, 持續上演』が、2010年12月24日に台湾の出版社：佳赫文化行銷出版有限公司で発刊される。ISBN 978-986-6271-29-8
- 中国語簡体字上海語版『生活的智慧』が、2011年1月8日に上海の出版社：上海人民出版社で発刊された。ISBN 978-7-208-09206-8
- ドイツ語翻訳版『 Danke, mir geht es bestens! - Herausforderungen gelassen meistern』が、2011年2月7日にドイツの出版社：SILBERSCHNUR で発刊された。ISBN 978-3-89845-329-5
- インドのグジャラート語翻訳版『 "Huṃ majhāmā chuṃ" jīvanamantra - vikaṭa samayamānthī bahāra kevī rīte āvavuṃ』が、2011年11月1日にインドの出版社：Jayako Pabliśiṅga Hāusa（JAICO Publishing）で発刊された。ISBN 978-81-8495-280-3
- インドのヒンディー語翻訳版『“I’m Fine” Spirit』が、2012年10月5日にインドの出版社：Jaico Publishing House で発刊された。ISBN 978-81-8495-323-7
- シンハラ語翻訳版『“I’m Fine” Spirit 』が、2012年11月9日に出版社：IRH Press Co., Ltd.で発刊された。ISBN 978-4-86395-237-9
- タイ語翻訳版『ฉันสบายดี』が、2012年11月9日に出版社：มูลนิธิศาสตร์แห่งความสุข (ประเทศไทย) HAPPY SCIENCE で発刊された。ISBN 978-616-91383-2-7
- ネパール語翻訳版『Ma cetana ātmā hum̐ - kaṭhināibāṭa kasarī pāra pāune? 』が、2013年9月20日に出版社：Ekatā Buksa(EKTA Books Distributors Pvt. Ltd.) で発刊された。ISBN 978-993-710-276-6
- ポルトガル語翻訳版『Estou Bem! - Sete Passos Para Uma Vida Feliz 』が、2013年11月15日に出版社：IRH do Brasil Editora Limitada で発刊された。ISBN 978-85-64658-08-0
- ベンガル語翻訳版『 』が、2013年3月15日に出版社：JAICO Publishing で発刊された。ISBN 978-81-8495-421-0
- タミル語翻訳版『"நான் நன்றாகவே இருக்கிறேன்" என்ற உணர்வு கடினமான காலங்களையும் கடந்து வெற்றி பெற வைக்கும் 』が、2013年3月15日に出版社：JAICO Publishing で発刊された。ISBN 978-81-8495-418-0
- アラビア語翻訳版『 』が、2014年3月28日に出版社：IRH Press Co., Ltd. で発刊された。ISBN 978-614-01-1027-4
- スペイン語翻訳版『Estoy bien! / I'm Fine! - Como Encontrarse a Uno Mismo Y Llevar Una Vida Positiva 』が、2014年6月27日にメキシコの出版社：Perseus Distribution Services(Editorial Planeta) で発刊された。ISBN 978-607-07-1219-7
- フランス語翻訳版『Merci, je vais bien, comme un Ange ! - 7 attitudes pour épanouir notre vie 』が、2016年12月30日に出版社：IRH Press Co., Ltd. で発刊された。ISBN 978-4-86395-817-3
- マラティー語翻訳版『 』が、2016年12月30日に出版社：Jaico Publishing House で発刊された。ISBN 978-81-8495-818-8
- 中国語繁体字翻訳版『I'm Fine！ - 清爽活出真實自己的七個步驟 』が、2022年1月28日に出版社：台湾幸福科学出版有限公司 で発刊された。ISBN 978-626-95395-4-3

## 劇場公開
2016年3月19日の公開、日本各地の99館の映画館で上映をスタート。その後のセカンドランも含む館数は119館。
3月19日の公開初日、東京・虎ノ門のニッショーホールで、舞台挨拶と特別上映会が行われた。登壇したのは、監督の園田映人、主演：雲母（きらら）、他出演のなべおさみ、清水一希、合香美希、鳴海剛の6人。
同年3月22日、3月19日20日の興行通信社の映画週末動員ランキング集計で第9位となった。土日2日間での動員は 4万2295人、興行収入は 5793万0300円を記録した。

## 映画 あらすじ
5人のそれぞれの生きる悩みや苦しみの5編のオムニバスストーリーと、それに救いの手を差し伸べる天使たちを描く。それぞれのエピソードの中に、解決のためのヒントとなる言葉が織り込まれている。それは原作の著書『アイム・ファイン』の中にある言葉であり、それぞれの人生を再起させ輝かせる力が込められている。
- 1. いじめの章
- 2. 福島の章
- 3. 奇跡の章
- 4. 志（こころざし）の章
- 5. 天使の章
- 6. 天国

## 登場人物

### 天国
天使R
演 - 雲母（2役）
あの世にある聖なる世界で、神に祈り、地上世界の人々の幸福を願っている。その願いから地上の人々に良きアドバイスとしてのインスピレーションを与えるべく、無償の与えきりの愛を実践している。2役のための違いとして髪はロングでカール。
天使A
演 - 桂亜沙美
天使B
演 - ポリナ
天使C
演 - 北村直登
天使D
演 - Amina 山口

### いじめの章
森下 風香（もりした ふうか）
演 - 合香美希
第一ストーリー「いじめの章」の主人公。小学5年生、11歳。父母兄の4人家族で、バレエ教室に通い学校の成績も優秀だが、ある日突然クラスメイトからいじめが始まり苦しむことになる。また、頑張り屋の兄と比較され、「自分は親から愛されていないのでは」と思い込んでしまう。
森下 なつみ（もりした なつみ）
演 - 大河内奈々子
風香の母親。
森下 大輔（もりした だいすけ）
演 - 鉢嶺太陽
風香の兄、中学2年生。
工藤 莉奈（くどう りな）
演 - 伊藤新乃
風香のクラスメイトの女の子。風香への嫌がらせから、次第にいじめを行い始める。
石黒 みずき（いしぐろ みずき）
演 - 七海マコト
風香のクラスメイトの女の子。工藤莉奈と共に風香へのいじめを行う。
鈴木 由紀夫（すずき ゆきお）
演 - 根本樹
風香のクラスメイトの男の子。工藤莉奈と共に風香へのいじめを行う。
日下部 彰（くさかべ あきら）
演 - 佐伯新
風香の学校の担任の先生。風香へのいじめを認めようとしない。
大泉 宗一郎（おおいずみ そういちろう）
演 - 板俊一
風香の学校の校長先生。風香へのいじめを認めようとしない。

### 福島の章
朝日 優也（あさひ ゆうや）
演 - 清水一希
第二ストーリー「福島の章」の主人公。福島県の高校に通う高校3年生、17歳。新聞配達をしている。早く福島を抜け出したいと東京の大学に進学することを目指している。
朝日 宗男（あさひ むねお）
演 - 鳴海剛
優也の父親。八百屋「八百正」を経営している。地元野菜を中心に売っていたが、店の経営が苦しくなり、息子優也に「進学させられない」と打ち明ける。
朝日 久枝（あさひ ひさえ）
演 - 阿南敦子
優也の母親。
山下（やました）
演 - なべおさみ
朝日優也と同じ町の住人。優也の新聞配達の届先。優也を見守り、励ます一人。
山田 義人（やまだ よしと）
演 - 北代高士
八百屋「八百正」に野菜をおろす、福島の農家の若者。優也と郷里の福島を盛り上げてゆこうとする。
市橋 あすか（いちはし あすか）
演 - 里璃
優也の幼馴染。

### 奇跡の章
本郷 吉乃（ほんごう よしの）
演 - 芦川よしみ
第三ストーリー「奇跡の章」の主人公。女優として多くの仕事をしてきたが、最近体調が思わしくなく病院での診断の結果末期の胃がんと過酷な現実を突き付けられ、医師に対して反発してしまう。
吉乃の元夫
演 - 河合勇樹
吉乃の仕事への熱中に振り回され、離婚してしまう。
村上 祥（むらかみ　しょう）
演 - 高杉瑞穂
吉乃の主治医。がん治療での有名な地方病院医師。
鈴木 文子（すずき ふみこ）
演 - 上月左知子
村上の病院のある町の住人。病気の悲しみに暮れる吉乃の面倒を、村上医師から頼まれ引き受ける。

### 志（こころざし）の章
栗原 護（くりはら まもる）
演 - 金子昇
第四ストーリー「志の章」の主人公。日本国を取り巻く国際問題に危機感を覚え政治家を志す。3度の選挙戦に敗北し家族の生活を考え志を諦めかける。
栗原 愛（くりはら あい）
演 - 佐藤乃莉
護の妻。夫の護の志を見ていて応援している。
栗原 大和（くりはら やまと）
演 - 石田大真和
護の息子。
大山 和夫（おおやま かずお）
演 - 柴田義之
護の選挙支援者。選挙で応援している。しかし、護への不信が出てしまう。
中元 みどり（なかもと みどり）
演 - 近藤成江
護の選挙支援者。選挙で応援している。
川本 真治（かわもと しんじ）
演 - 福山正敏
栗原護の選挙での対立候補者。

### 天使の章
山口 美里（やまぐち みさと）
演 - 雲母 2役
第五ストーリー「天使の章」の主人公。女優を目指してレッスンに励む少女、17歳。体に障害を持つ姉が亡くなり、希望や夢を失いかけてしまう。「姉の人生は何の意味があったのか」と考え込んでしまう。2役為の違いとして、髪はミドルでストレート。
山口 梢（やまぐち こずえ）
演 - 希島凛
美里の姉、20歳。体に障害があり、車いすの生活を送るが若くして死亡する。
山口 ?
演 - 正木佐和
美里と梢の母。
美里の叔父
演 - 小田正鏡
美里のいとこ
演 - 鈴木祥太

## スタッフ
- 原作・製作総指揮：大川隆法
- 脚本・監督：園田映人
- 音楽：大門一也
- 総合プロデューサー：小田正鏡
- 総合プロデューサー補佐：三宅亮暢、藤垣太希
- プロデューサー：竹内一成
- 共同プロデューサー：椋樹弘尚
- 撮影：市川修
- 照明：田中利夫
- 録音：山田幸治
- 美術：丸尾知行、中川理仁
- 装飾：畠山和久
- 編集：阿部亙英
- VFXプロデューサー：廣瀬和宏
- VFXスーパーバイザー：田中貴志
- 音響効果：松浦大樹
- 衣装：宮本まさ江
- ヘアメイク：宮本真奈美
- キャスティング：杉山麻衣
- スクリプター：天地芳美
- 助監督：佐野友秀
- 製作：ニュースター・プロダクション
- 制作プロダクション：ジャンゴフィルム
- 配給：日活
  - 配給協力：東京テアトル

## 主題歌
- 『天使に“I'm fine.”』

作詞・作曲：大川隆法
歌唱：雲母

## 音楽ソフト
- CD『天使に“I'm fine.”』

形態：CDシングル
収録曲：
1. 天使に“I'm fine.”（歌唱：雲母）3:40
2. 天使に“I'm fine.”（カラオケバージョン）3:40
レーベル：SUNLIGHT （販売元：ニュースター・プロダクション）
収録時間： 計 7分21秒
型番：規格品番 SLTCD-4
発売日：2016年2月3日
EAN 4571416807720、JAN 4571416807720、ASIN B019OLQQEO
- CD『映画「天使に“アイム・ファイン”」オリジナル・サウンドトラック』

収録曲：全39曲
(1) Flyaway ……………………………………………… 3:05
(2)「天使になる方法」を見失った美里 ……………… 0:30
(3)天上の神殿～飛び出してゆく天使 ………………… 3:07
(4)風香の苦しみと見守る天使 ………………………… 1:29
(5)吉田松陰にはなれない護 …………………………… 1:12
(6)吉乃の苦しみと見守る天使 1 ……………………… 1:00
(7)天使が見える吉乃 …………………………………… 0:40
(8)悲しみの中で ………………………………………… 0:59
(9)梢の思い出 …………………………………………… 2:00
(10) 青果市場で ………………………………………… 0:45
(11) いじめ対処法 ……………………………………… 1:18
(12) AIDAYO ……………………………………………… 3:09
(13) 護の面接 …………………………………………… 0:33
(14) 天使に“I'm fine.” (instrumental)  ……………… 2:55
(15) 天使に“I'm fine.” (ハミング)  …………………… 1:21
(16) 教師との会話 ……………………………………… 0:47
(17)文子の家の静寂 ……………………………………… 1:16
(18)天使たちの祈り ……………………………………… 2:03
(19)天使に引き上げられる風香 ………………………… 0:43
(20)天使の愛 1 …………………………………………… 3:40
(21)天上の愛と地上の希望 ……………………………… 2:17
(22)吉乃の記憶と見守る天使 2 ………………………… 2:04
(23)天使の愛 2 (Full　Version) ……………………… 5:32
(24)護の過去世と吉田松陰 ……………………………… 4:36
(25)吉田松陰に驚く護 …………………………………… 1:11
(26)天上界に引き上げられる美里 ……………………… 0:23
(27)天使と一つになって Main　theme 1 ……………… 3:21
(28)風香の勇気～歓喜する天使 1 ……………………… 2:12
(29)和む八百正 …………………………………………… 1:32
(30)歓喜する天使 2 ……………………………………… 0:24
(31)護の感謝 ……………………………………………… 1:30
(32)愛のミュージカル …………………………………… 2:11
(33)心の扉を開いて ……………………………………… 4:07
(34)We　can!(夢は叶う) ………………………………… 3:25
(35)天使と一つになって　Main　theme　2 …………… 0:55
(36)天使の悦び …………………………………………… 0:59
(37)天使と一つになって　Main　theme　3～Ending … 1:34
(38)天使に“I'm fine.”…………………………………… 3:39
(39)生きる賛歌 …………………………………………… 4:55
レーベル：SUNLIGHT （販売元：ニュースター・プロダクション）
収録時間：79分35秒
型番：SLTCD-0005
発売日：2016年4月6日
EAN 4589481640012、JAN 4589481640012、ASIN B01C3NO37M

## 映像ソフト
- DVD 通常版『天使に“アイム・ファイン"』

収録内容：
1. 映画本編 114分
2. 劇場予告編 30秒バージョン・90秒バージョン、TV SPOT CM 15秒
3. 初日舞台挨拶 4分24秒
音声：日本語、日本語 音声ガイド付き、2種
字幕：NON、日本語、英語
発売元：ニュースター・プロダクション
販売元：幸福の科学出版
型番： K 1195
発売日：2016年12月16日
EAN 4582316050734、JAN 4582316050734、ASIN B01M0RV3L9
書店販売用 ISBN 978-4-86395-842-5
- Blu-ray版『天使に“アイム・ファイン"』

収録内容：
1. 映画本編 114分
2. 劇場予告編 30秒バージョン・90秒バージョン、TV SPOT CM 15秒
3. 初日舞台挨拶 4分24秒
4. メイキング映像＆インタビュー映像 18分39秒
型番：K 1196
発売日：2016年12月16日
EAN 4582316050741、JAN 4582316050741、ASIN B01LZ5KCU6
書店販売用 ISBN 978-4-86395-843-2
- DVD レンタル版『天使に“アイム・ファイン"』

収録内容：上記 DVD 通常版と同じ。
型番：K 1194
発売日：2016年12月16日
EAN 4582316050727、JAN 4582316050727、ASIN B09VXF77KL
- Amazon Prime Videoなどで配信

ASIN B01N2T930K